# راونا (اوهایو)
راونا(به انگلیسی: Ravenna) شهری در ایالت اوهایو کشور ایالات متحده آمریکا است که جمعیت آن در سرشماری سال ۲۰۱۰ میلادی، ۱۱٬۷۲۴ نفر بوده‌است.